# جزء في البليون
جزء في البليون (يرمز له اختصاراً ppb من parts per billion) هو تعبير يستخدم للإشارة إلى التراكيز النزرة في التركيب الكيميائي للمواد، وهو يوافق رياضياً التعبير 10−9.

## التحويل
إن جزءاً واحداً في البليون يعادل واحد بالألف من جزء في المليون ppm.

## الاستخدامات
يستخدم تعبير جزء في البليون عادة للإشارة إلى تراكيز الشوائب في بعض الصناعات مثل الصناعات الإلكترونية، بالإضافة إلى استخدام وحدة ppb للتعبير عن مدى الإشابة في صناعة أشباه الموصلات.

## اقرأ أيضاً
- جزء في المليون